# Bundesstraße 431
De Bundesstraße 431 (afkorting: B 431) is een 131 kilometer lange bundesstraße in de Duitse deelstaten Hamburg-Sleeswijk-Holstein.
De weg Begint in het noorden van het stadsdeel Altona-Nord in Hamburg aan de B 4 Bad Bramstedt-Braunschweig.
De weg passeert de plaatsen Wedel, Holm, Heist, Moorrege, Uetersen, Groß Nordende, Klein Nordende, Elmshorn, Raa-Besenbek. Neuendorf bei Elmshorn, Kollmar, Herzhorn, Engelbrechtsche Wildnis, Glückstadt, Blomesche Wildnis, Borsfleth, Wewelsfleth, Brokdorf, St. Margarethen, Landscheide, Bargenstedt, Nindorf om ten zuidwesten van Albersdorf aan te sluiten op de A 23 Heide-Dreieck Hamburg-Nordwest.
B1 · B3 · B3n · B4 · B5 · B6 · B6n · B27 · B51 · B61 · B64 · B65 · B68 · B69 · B70 · B71 · B72 · B73 · B74 · B74n · B75 · B79 · B80 · B82 · B83 · B188 · B190n · B191 · B195 · B207 · B209 · B210 · B211 · B212 · B213 · B214 · B215 · B216 · B217 · B218 · B238 · B239 · B240 · B241 · B242 · B243 · B243a · B244 · B245a · B247 · B248 · B322 · B401 · B402 · B403 · B404 · B408 · B431 · B433 · B434 · B435 · B436 · B437 · B438 · B439 · B440 · B441 · B442 · B443 · B444 · B445 · B446 · B447 · B461 · B475 · B482 · B490 · B493 · B494 · B495 · B496 · B497 · B524 · B530
B1 · B2 · B4 · B5 · B75 · B76 · B77 · B87 · B96 · B96a · B96b · B97 · B101 · B102 · B103 · B104 · B105 · B106 · B107 · B108 · B109 · B110 · B111 · B112 · B112n · B113 · B115 · B122 · B156 · B158 · B166 · B167 · B168 · B169 · B179 · B182 · B183 · B187 · B188 · B189 · B190n · B191 · B192 · B193 · B194 · B195 · B196 · B197 · B198 · B199 · B200 · B201 · B202 · B203 · B204 · B205 · B206 · B207 · B208 · B209 · B246 · B320 · B321 · B404 · B430 · B431 · B432 · B434 · B435 · B495 · B501 · B502 · B503